# Албен
Албен (фр. Albine) насеље је и општина у јужној Француској у региону Миди Пирене, у департману Тарн која припада префектури Кастр.
По подацима из 2011. године у општини је живело 555 становника, а густина насељености је износила 32,36 становника/km². Општина се простире на површини од 17,15 km². Налази се на средњој надморској висини од 325 метара (максималној 1.033 m, а минималној 276 m).

## Демографија
| 1962. | 1968. | 1975. | 1982. | 1990. | 1999. | 2011. |
| ----- | ----- | ----- | ----- | ----- | ----- | ----- |
| 607   | 619   | 586   | 593   | 566   | 547   | 555   |

График промене броја становника у току последњих година